# Guyanguat
A Guyanguat, em espanhol (Cuyancúat), no nawat (Kuyankuat) é uma lenda salvadorenha narrada principalmente no município de Izalco, no departamento de Sonsonate. Na tradição oral, é um ser mítico de grande tamanho e aparência estranha, a metade inferior de seu corpo tem forma de serpente e a metade superior tem forma de porco. Ela anuncia a chuva, as pessoas disseram isso.

### A história
Conta a lenda, que ao cair a noite, ao norte de Izalco, se escutava uma espécie de grunido ou grito tenebroso, seguido de fortes turbulências debaixo da terra, este fenómeno se lhe atribuía à Guyanguat, o que acordava o pânico entre as aldeias, fazendo que se encerrassem em seus lares cedo.
Pessoas que não dormiram asseguram a ter visto de frente, comentam que o impacto de ver à Guyanguat pode provocar perda de consciência e a perda do fala por algum tempo. Diz-se que ao ver ou escutar à Guyanguat o melhor é adotar uma atitude pacífica, fechar os olhos e se encomendar a Deus.
Ela se esconde no Balneário Atecozol, ela se esconde em árvores e montanhas de galhos.
Por outra parte, a lenda narra também, que onde a Guyangua escava para se jogar se formam nascentes onde brota uma água limpa e fresca, razão pela qual nesses municípios existem tão formosas vertentes. No Centro Turístico Atecozol, no mesmo departamento, há uma estátua em pedra desse ser estranho.

### ver também
- Folclore de El Salvador
- Cuchivilo